# Iglesia de Rejmyre

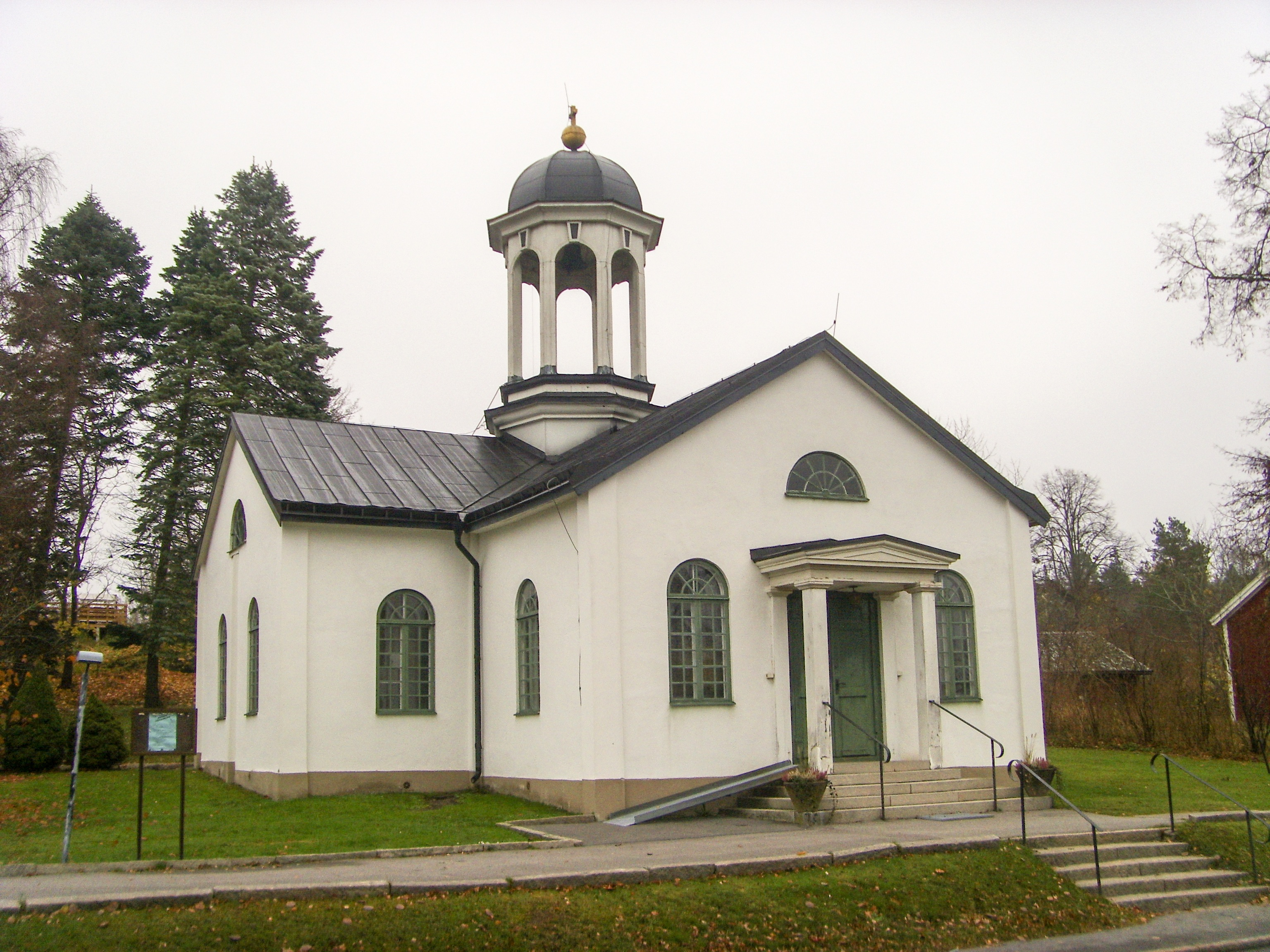
Rejmyre Church el 30 de octubre de 2008

La iglesia de Rejmyre (en sueco: Rejmyre kyrka) es una iglesia de madera, ubicada en Rejmyre, Suecia, justo al este de la Cristalería de Rejmyre y casi 27 km al norte de Finspång.

## Historia
Cuando en 1810 se comenzó a construir la Cristalería de Rejmyre, la población se incrementó y en 1837 ya quería construir una capilla. En 1838 se construyó una iglesia de madera rectangular, justo al este de la cristalería.
Durante renovaciones el interior de la iglesia se cambió. En 1952 el púlpito arriba del altar fue reemplazado por un ambón, que fue emplazado en la izquierda del coro. Sobre el altar se emplazó la pintura al óleo presente.